# Osteichthyes
Os Osteichthyes, ou peixes ósseos, representam o maior grupo de vertebrados, tanto em número de espécies (mais de 23.600) como em número de indivíduos. Através a radiação adaptativa, eles desenvolveram uma enorme variação de formas e estruturas. Esses animais são abundantes em águas doces ou salgadas, em águas rasas ou profundas. Suas características mais marcantes são escamas dermais, opérculo cobrindo a câmara branquial em cada lado, esqueleto ósseo, boca terminal, vesícula gasosa, nadadeira caudal homocerca e dois pares de nadadeiras medianas.

## Classificação
De acordo com a classificação científica tradicional, a classe Osteichthyes (do grego osteos = osso, e ichthyos = peixe) agrupava os peixes ósseos, em contraposição com Chondrichthyes, os peixes cartilagíneos.
No entanto, de acordo com as descobertas mais recentes sobre a filogenia dos animais, o clado Osteichthyes agrupa todos os animais com tecido ósseo endocôndrico e com dentes implantados nas maxilas.
Este clado inclui os táxons:
- Sarcopterygii - os peixes de barbatanas lobadas, como o celacanto e os peixes pulmonados e os tetrápodes, ou seja, os vertebrados terrestres;
- Actinopterygii - os restantes grupos de peixes, também conhecidos como teleósteos.

Osteichthyes possui também gêneros extintos pré-históricos, como o Rhadinichthys, do Devoniano Superior e da época Cisuraliana.

## História evolutiva
Os primeiros fósseis de peixes ósseos (Osteichthyes) ocorrem no Siluriano Superior. Os Osteichthyes são bem representados a partir do Devoniano Inferior. Sua radiação se deu em uma grande explosão, no meio do Devoniano, com dois grandes grupos divergindo: os peixes com nadadeiras raiadas (Actinopterygii) e os peixes com nadadeiras lobadas (Sarcopterygii). Especialização dos mecanismos de alimentação é uma característica chave para a evolução destes grandes grupos de Vertebrata. Um aumento da mobilidade dos ossos do crânio e das maxilas permitiu aos peixes de nadadeiras raiadas explorar uma ampla gama de tipos de presas e de modos predatórios. Especializações na locomoção, habitats, comportamentos e hábitos de vida acompanharam as especializações dos mecanismos alimentares.
cartilagíneos.
táxons:
- terrestres;

## Características Gerais
A designação de peixes (lat. pisces) é extensiva a nada menos que 4 classes de vertebrados, cada qual possuindo características próprias.
Isso significa que os peixes possuem coluna vertebral, vivem na água e sua temperatura sanguínea se equilibra com o ambiente. A maioria dos peixes respira por brânquias ou guelras, se locomove por meio de nadadeiras, se reproduz pondo ovos e é coberta por escamas protetoras (peixes atuais). Certos grupos extintos foram dotados de um escudo ósseo protetor, além do esqueleto interno.
Sua pele possui duas camadas: por fora a epiderme e sob ela, a derme. As glândulas da epiderme secretam um muco protetor contra fungos e bactérias.
As escamas, que formam um escudo mais resistente, são feitas de ossos transparentes enraizados na derme. Como os anéis das árvores, elas registram a idade e o crescimento do peixe.
As nadadeiras são classificadas em ímpares (dorsal, caudal e retal) e pares (peitorais e pélvicas).

### Osso endocôndrico
Uma das inovações mais importantes dos Osteichthyes é o osso endocôndrico ou osso esponjoso, ou seja, tecido ossificado internamente por substituição da cartilagem. O sistema circulatório invade a matriz cartilaginosa, o que permite aos osteoblastos uma melhor alimentação e também o recrutamento de osteoblastos adicionais; outras células do sangue vão "comendo" a cartilagem resultando num órgão rígido mas pouco pesado, formado por tecido esponjoso no interior, rodeado por lamelas densas de tecido desenvolvido pelo periósteo - o osso pericôndrico.

### Escamas
As escamas são finas, arredondadas e implantadas em fileiras longitudinais e diagonais, imbricadas como as telhas de um telhado. As extremidades livres das escamas estão cobertas por uma fina camada de pele que protege de parasitas e doenças. Em algumas espécies, esta camada de pele ajuda a manter a umidade quando o animal está emerso.
Os principais tipos de escamas são:
Escamas placóides: ocorre nos peixes cartilaginosos e apresenta estrutura similar à dos dentes; são placas pequenas em geral rômbicas;
Escamas ganóides: são maiores; tem geralmente, forma rômbica ou arredondada; a superfície esposta é coberta por uma camada de esmalte (ganoína);
Escamas ciclóides: são delgadas, elásticas e de forma variável;
Escamas ctenóides: diferem em relação às ciclóides, apenas na ocorrência de denticulação na parte posterior.

### Sistema digestório
O sistema digestório é completo, inicia-se na boca e finaliza-se no ânus. A boca localiza-se na região anterior do corpo, diferentemente dos cartilaginosos, que apresentam boca ventral. Nesse grupo, não há presença de cloaca.

### Hábitos alimentares
Tanto podem ser herbívoros como comedores de lamas. Sua resistência devido a sua estrutura é a maior entre todos os peixes.

### Reprodução
Nos peixes ósseos, os sexos são separados, ou seja, existem machos e fêmeas. A fecundação normalmente é externa com desenvolvimento indireto, ou seja, como formação de larvas. O estágio larval dos peixes é seguido de uma fase denominada alevino.